# Leptorhaconotus seyrigi
Leptorhaconotus seyrigi är en stekelart som beskrevs av Granger 1949. Leptorhaconotus seyrigi ingår i släktet Leptorhaconotus och familjen bracksteklar. Inga underarter finns listade i Catalogue of Life.